# Úrvalsdeild Karla 2016
La Úrvalsdeild Karla 2016 (conocida como Pepsi Deild Karla al ser patrocinada por Pepsi) será la edición número 105 de la Úrvalsdeild Karla. La temporada comenzó el 1 de mayo y terminó el 1 de octubre. FH fue el campeón defensor. Al término de la temporada FH se coronó campeón obteniendo así su título número ocho y el segundo de manera consecutiva.
Los doce equipos participantes jugarán entre sí todos contra todos dos veces totalizando 22 partidos cada uno, al término de la fecha 22 el primer clasificado obtendrá un cupo para la segunda ronda de la Liga de Campeones 2017-18, mientras que el segundo y tercer clasificado obtendrán un cupo para la primera ronda de la Liga Europea 2017-18; por otro lado los dos últimos clasificados descenderán a la 1. deild karla 2017.
Un tercer cupo para la primera ronda de la Liga Europea 2017-18 será asignado al campeón de la Copa de Islandia.

## Equipos participantes
| Pos.   | Equipo             | Ciudad         | Estadio           | Capacidad |
| ------ | ------------------ | -------------- | ----------------- | --------- |
| 1      | FH                 | Hafnarfjörður  | Kaplakrikavöllur  | 6.738     |
| 2      | Breiðablik         | Kópavogur      | Kópavogsvöllur    | 5500      |
| 3      | KR                 | Reikiavik      | KR-Völlur         | 3333      |
| 4      | Stjarnan           | Garðabær       | Stjörnuvöllur     | 1000      |
| 5      | Valur              | Reikiavik      | Vodafonevöllurinn | 3000      |
| 6      | Fjölnir            | Reikiavik      | Fjölnisvöllur     | 1030      |
| 7      | ÍA Akraness        | Akranes        | Akranesvöllur     | 6000      |
| 8      | Fylkir             | Reikiavik      | Fylkisvöllur      | 5000      |
| 9      | Víkingur Reykjavík | Reikiavik      | Víkingsvöllur     | 1613      |
| 10     | ÍBV                | Vestmannaeyjar | Hásteinsvöllur    | 2834      |
| 1 (SD) | Víkingur Ólafsvík  | Ólafsvík       | Ólafsvíkurvöllur  | 1130      |
| 2 (SD) | Þróttur            | Reikiavik      | Valbjarnarvöllur  | 5478      |

### Ascensos y descensos
| Pos. | Ascendidos de 1. deild karla 2015 |
| ---- | --------------------------------- |
| 1    | Víkingur Ólafsvík                 |
| 2    | Þróttur                           |

| Pos. | Descendidos de Úrvalsdeild 2015 |
| ---- | ------------------------------- |
| 14   | Leiknir Reykjavík               |
| 15   | Keflavík ÍF                     |

## Tabla de posiciones
Actualizado el 9 de octubre de 2016.
| Pos. | Equipo             | PJ | PG | PE | PP | GF | GC | DG  | Pts. | Clasificado a                                 |
| ---- | ------------------ | -- | -- | -- | -- | -- | -- | --- | ---- | --------------------------------------------- |
| 1    | FH                 | 22 | 12 | 7  | 3  | 32 | 17 | +15 | 43   | Segunda ronda de la Liga de Campeones 2017-18 |
| 2    | Stjarnan           | 22 | 12 | 3  | 7  | 43 | 31 | +12 | 39   | Primera ronda de la Liga Europea 2017-18      |
| 3    | KR                 | 22 | 11 | 5  | 6  | 29 | 20 | +9  | 38   | Primera ronda de la Liga Europea 2017-18      |
| 4    | Fjölnir            | 22 | 11 | 4  | 7  | 42 | 25 | +17 | 37   |                                               |
| 5    | Valur              | 22 | 10 | 5  | 7  | 41 | 28 | +13 | 35   | Primera ronda de la Liga Europea 2017-18      |
| 6    | Breiðablik         | 22 | 10 | 5  | 7  | 27 | 20 | +7  | 35   |                                               |
| 7    | Víkingur Reykjavík | 22 | 9  | 5  | 8  | 29 | 32 | −3  | 32   |                                               |
| 8    | ÍA Akraness        | 22 | 10 | 1  | 11 | 28 | 33 | −5  | 31   |                                               |
| 9    | ÍBV                | 22 | 6  | 5  | 11 | 23 | 27 | −4  | 23   |                                               |
| 10   | Víkingur Ólafsvík  | 22 | 5  | 6  | 11 | 23 | 38 | −15 | 21   |                                               |
| 11   | Fylkir             | 22 | 4  | 7  | 11 | 25 | 40 | −15 | 19   | 1. deild karla 2017                           |
| 12   | Þróttur            | 22 | 3  | 5  | 14 | 19 | 50 | −31 | 14   | 1. deild karla 2017                           |

## Resultados
|                    | BRE | FH  | FJÖ | FYL | ÍA  | ÍBV | KR  | STJ | VAL | VÍR | VÍÓ | ÞRÓ |
| ------------------ | --- | --- | --- | --- | --- | --- | --- | --- | --- | --- | --- | --- |
| Breiðablik         |     | 0–1 | 0–3 | 1–1 | 0–1 | 1–1 | 1–0 | 2–1 | 0–0 | 1–0 | 1–2 | 2–0 |
| FH                 | 1–1 |     | 2–0 | 1–0 | 2–1 | 1–1 | 0–1 | 3–2 | 1–1 | 2–2 | 1–1 | 2–0 |
| Fjölnir            | 0–3 | 0–1 |     | 1–1 | 4–0 | 2–0 | 3–1 | 0–1 | 2–2 | 2–1 | 5–1 | 2–0 |
| Fylkir             | 1–2 | 2–3 | 2–2 |     | 0–3 | 0–3 | 1–4 | 1–2 | 2–2 | 1–0 | 2–1 | 2–2 |
| ÍA Akraness        | 1–0 | 1–3 | 1–0 | 1–1 |     | 2–0 | 0–1 | 4–2 | 2–1 | 2–0 | 3–0 | 0–1 |
| ÍBV                | 0–2 | 1–1 | 0–2 | 1–2 | 4–0 |     | 1–0 | 1–2 | 4–0 | 0–3 | 1–1 | 1–1 |
| KR                 | 1–1 | 1–0 | 3–2 | 3–0 | 1–2 | 2–0 |     | 1–1 | 2–1 | 0–0 | 0–0 | 2–1 |
| Stjarnan           | 1–3 | 1–1 | 2–1 | 2–0 | 3–1 | 1–0 | 1–3 |     | 2–3 | 3–0 | 4–1 | 6–0 |
| Valur              | 0–3 | 0–1 | 1–2 | 2–0 | 1–0 | 2–1 | 2–0 | 2–0 |     | 7–0 | 3–1 | 4–1 |
| Víkingur Reykjavík | 3–1 | 1–0 | 1–2 | 2–2 | 3–2 | 2–1 | 1–0 | 1–2 | 2–2 |     | 2–0 | 2–0 |
| Víkingur Ólafsvík  | 0–2 | 0–2 | 2–2 | 1–0 | 3–0 | 0–1 | 0–1 | 2–3 | 2–1 | 1–1 |     | 3–2 |
| Þróttur            | 2–0 | 0–3 | 0–5 | 1–4 | 3–1 | 0–1 | 2–2 | 1–1 | 0–4 | 1–2 | 1–1 |     |

## Goleadores
Actualizado el 9 de octubre de 2016.
| Pos. | Jugador                   | Equipo             | Goles |
| ---- | ------------------------- | ------------------ | ----- |
| 1    | Garðar Gunnlaugsson       | ÍA Akraness        | 14    |
| 2    | Kristinn Freyr Sigurðsson | Valur              | 13    |
| 3    | Martin Lund Pedersen      | Fjölnir            | 9     |
| 4    | Hrvoje Tokić              | Víkingur Ólafsvík  | 9     |
| 5    | Óskar Örn Hauksson        | KR                 | 8     |
| 6    | Atli Viðar Björnsson      | FH                 | 7     |
| 7    | Thórir Gudjónsson         | Fjölnir            | 7     |
| 8    | Hilmar Árni Halldórsson   | Stjarnan           | 7     |
| 9    | Albert Brynjar Ingason    | Fylkir             | 7     |
| 10   | Óttar Magnús Karlsson     | Víkingur Reykjavík | 7     |